# Malo Gusto
Malo Gusto (Décines-Charpieu, 19 maggio 2003) è un calciatore francese, difensore del Chelsea e della nazionale francese.

## Biografia
Ha origini portoghesi da parte del padre e martinicane da parte della madre.

## Caratteristiche tecniche
Terzino destro di gran talento, spinge molto in fase offensiva e con una buona tecnica. Contribuisce particolarmente con assist trovando bene i compagni.

## Carriera

### Lione
Cresciuto nel settore giovanile dell'Olympique Lione, fa il suo esordio fra i professionisti il 24 gennaio 2021 all'età di 17 anni, entrando al posto di Bruno Guimarães al 90' del Derby del Rodano vinto 5-0 contro i rivali del Saint-Étienne.
Il 29 gennaio 2023 viene acquistato dal Chelsea che, contestualmente, lo lascia in prestito a Lione sino a giugno.

#### Chelsea
Il 13 agosto 2023 esordisce con la maglia del Chelsea in campionato contro il Liverpool. Si guadagna ben presto un posto da titolare come terzino destro non facendo rimpiangere l'assenza di Reece James alle prese con un infortunio al tendine del ginocchio.

### Nazionale
Nato in Francia, Gusto è di origini portoghesi; ha militato nelle selezioni giovanili francesi. Il 9 ottobre 2023 viene convocato per la prima volta in nazionale maggiore, con cui esordisce 4 giorni dopo nel successo per 1-2 in casa dei Paesi Bassi.

## Statistiche

### Presenze e reti nei club
Statistiche aggiornate al 5 maggio 2024
| Stagione        | Squadra           | Campionato      | Campionato | Campionato | Coppe nazionali | Coppe nazionali | Coppe nazionali | Coppe continentali | Coppe continentali | Coppe continentali | Altre coppe | Altre coppe | Altre coppe | Totale | Totale |
| Stagione        | Squadra           | Comp            | Pres       | Reti       | Comp            | Pres            | Reti            | Comp               | Pres               | Reti               | Comp        | Pres        | Reti        | Pres   | Reti   |
| --------------- | ----------------- | --------------- | ---------- | ---------- | --------------- | --------------- | --------------- | ------------------ | ------------------ | ------------------ | ----------- | ----------- | ----------- | ------ | ------ |
| 2020-2021       | Olympique Lione 2 | N2              | 7          | 0          |                 | -               | -               |                    | -                  | -                  |             | -           | -           | 7      | 0      |
| 2021-2022       | Olympique Lione 2 | N2              | 1          | 1          |                 | -               | -               |                    | -                  | -                  |             | -           | -           | 1      | 1      |
| Totale Lione 2  | Totale Lione 2    | Totale Lione 2  | 8          | 0          |                 | -               | -               |                    | -                  | -                  |             | -           | -           | 8      | 0      |
| 2020-2021       | Olympique Lione   | L1              | 2          | 0          | CF              | 0               | 0               |                    | -                  | -                  |             | -           | -           | 2      | 0      |
| 2021-2022       | Olympique Lione   | L1              | 30         | 0          | CF              | 1               | 0               | UEL                | 7                  | 0                  |             | -           | -           | 38     | 0      |
| 2022-2023       | Olympique Lione   | L1              | 21         | 0          | CF              | 0               | 0               |                    | -                  | -                  |             | -           | -           | 21     | 0      |
| Totale Lione    | Totale Lione      | Totale Lione    | 53         | 0          |                 | 1               | 0               |                    | 7                  | 0                  |             | -           | -           | 61     | 0      |
| 2023-2024       | Chelsea           | PL              | 24         | 0          | FACup+CdL       | 5+5             | 0+0             |                    | -                  | -                  |             | -           | -           | 34     | 0      |
| Totale carriera | Totale carriera   | Totale carriera | 85         | 1          |                 | 11              | 0               |                    | 7                  | 0                  |             | -           | -           | 103    | 1      |

### Cronologia presenze e reti in nazionale
| Cronologia completa delle presenze e delle reti in nazionale ― Francia | Cronologia completa delle presenze e delle reti in nazionale ― Francia | Cronologia completa delle presenze e delle reti in nazionale ― Francia | Cronologia completa delle presenze e delle reti in nazionale ― Francia | Cronologia completa delle presenze e delle reti in nazionale ― Francia | Cronologia completa delle presenze e delle reti in nazionale ― Francia | Cronologia completa delle presenze e delle reti in nazionale ― Francia | Cronologia completa delle presenze e delle reti in nazionale ― Francia |
| Data                                                                   | Città                                                                  | In casa                                                                | Risultato                                                              | Ospiti                                                                 | Competizione                                                           | Reti                                                                   | Note                                                                   |
| ---------------------------------------------------------------------- | ---------------------------------------------------------------------- | ---------------------------------------------------------------------- | ---------------------------------------------------------------------- | ---------------------------------------------------------------------- | ---------------------------------------------------------------------- | ---------------------------------------------------------------------- | ---------------------------------------------------------------------- |
| 13-10-2023                                                             | Eindhoven                                                              | Paesi Bassi                                                            | 1 – 2                                                                  | Francia                                                                | Qual. Euro 2024                                                        | -                                                                      | 80’                                                                    |
| 5-6-2025                                                               | Stoccarda                                                              | Spagna                                                                 | 5 – 4                                                                  | Francia                                                                | UEFA Nations League 2024-2025 - Semifinale                             | -                                                                      | 63’                                                                    |
| 8-6-2025                                                               | Stoccarda                                                              | Germania                                                               | 0 – 2                                                                  | Francia                                                                | UEFA Nations League 2024-2025 - Finale 3º posto                        | -                                                                      |                                                                        |
| Totale                                                                 |                                                                        | Presenze                                                               | 3                                                                      |                                                                        | Reti                                                                   | 0                                                                      |                                                                        |

## Palmarès

### Club

#### Competizioni internazionali
- UEFA Conference League: 1

Chelsea: 2024-2025
- Coppa del mondo per club: 1

Chelsea: 2025